# 오스트리아 U-21 축구 국가대표팀
오스트리아 U-21 축구 국가대표팀(독일어: österreichische Fußballnationalmannschaft der U-21-Junioren)은 오스트리아를 대표하는 21세 이하의 축구 국가대표팀으로, 오스트리아의 축구 관리 기관인 오스트리아 축구 협회의 관리를 받는다. 2019년 UEFA U-21 축구 선수권 대회에 참가했다.

## 역대 감독
| 감독                | 임기        |
| ------------------- | ----------- |
| 안드레아스 헤어초크 | 2009 ~ 2011 |